# Colegio Rudolf Deckwerth
Colegio Rudolf Deckwerth es un colegio particular subvencionado fundado el año 1998 en honor al trabajador de CMPC, el alemán Rudolf Deckwerth Nitschke por su yerno Fernando Rodríguez Ramírez teniendo como objetivo ofrecer una formación biligual, de la mano de costumbres y tradiciones alemanas. El colegio comprende los tres primeros niveles de educación en Chile: educación preescolar o kindergarten, educación básica y enseñanza media aliniandose con la formación científico-humanista.

## Historia
Antes de la fundación del Colegio Rudolf Deckwerth, el 28 de octubre de 1994 se funda el colegio Villa Deckwerth, el cual finaliza sus operaciones 4 años después, para dar paso, en el año 1998, a la fundación del Colegio Rudolf Deckwerth bajo el lema "Construyendo futuro, respetando las tradiciones" considerado el día de hoy un liceo Cientifífico-humanista. Más tarde en noviembre del año 2008 se adhiere al proyecto PASCH (Colegios Socios para el Futuro), alianza entre el establecimiento y el ministerio de relaciones exteriores de Alemania a través del Instituto Chileno-Alemán de Cultura en Santiago Goethe Institut.

## Clases de alemán
En la escuela se enseña alemán desde preescolar hasta cuarto medio teniendo estos cursos entre 2 y 4 horas de clases por semana. El alemán es una asignatura obligatoria desde el preescolar. Todos los estudiantes deben aprobar el nivel A1 del Instituto Goethe. Un reto especialmente para el cuerpo docente es el mantener los cursos en los respectivos niveles del Marco Común Europeo de Referencia para las lenguas, ya que puede ser especialmente complicado para los estudiantes recién admitidos el aprendizaje de una nueva lengua.